# Inga Lindström: Wolken über Sommarholm
Wolken über Sommarholm ist ein deutscher Fernsehfilm von Karola Meeder aus dem Jahr 2006. Er ist Bestandteil des ZDF-Herzkino-Sonntagsfilms und der 15. Film der Inga-Lindström-Reihe nach der gleichnamigen Erzählung von Christiane Sadlo. Die Hauptrollen sind mit Stephanie Kellner und Hendrik Duryn besetzt.

## Handlung
Die Arbeit als Kinderkrankenschwester erfüllt Britta Katting nicht mehr. Sie will nun doch noch studieren und Kinderärztin werden. Bei ihrem Freund Dr. Martin Winter stößt diese Idee nicht auf viel Gegenliebe. Er hätte es lieber, wenn alles so bleibt wie es war. Nachdem sie sich deswegen gestritten haben, begleitet Britta ihre Freundin Stine auf Gut Sommarholm, wo sie Hilfe bei einem Fotoshooting der Familie Rosen brauchen kann. Dort begegnen sie Conrad Rosen und seinem Sohn Benny, der kurz darauf einen Asthmaanfall erleidet und nur dank der professionellen Hilfe von Britta gerettet werden kann. Da sich Conrad Rosens Ehefrau Ulrika zu wenig um das Kind kümmert, bietet Conrad Britta eine Stelle als Kindermädchen an. Es dauert nicht lange und die beiden kommen sich dabei näher. Doch dann taucht Philip, der Bruder von Conrad, urplötzlich wieder auf dem Gut auf. Britta hatte kurz zuvor Ulrika mit einem fremden Mann gesehen, nun stellt sich heraus, dass dies Philip war. Augenscheinlich haben die beiden eine Affäre, was sich Britta aber nicht getraut, Conrad zu erzählen.
Philip ist nur aus einem Grund zurückgekehrt, er will den Anteil an seinem Erbe, damit er seine Farm in Argentinien kaufen kann. Doch Conrad kann ihn nicht auszahlen, weil das Gut Sommarholm kurz vor der Insolvenz steht. Da Philip der Lieblingssohn von Ella Rosen ist, will sie, dass er das Geld erhält. Im Laufe der Zeit stellt sich heraus, dass Ulrika Conrad nur geheiratet hat, weil sie damals von Philip sitzengelassen wurde. Britta hat eine Vermutung, dass das Asthma von Benny psychosomatisch ist, was sich später bestätigen sollte. Ebenso findet Stine heraus, dass Ulrika gar nicht Ulrika heißt und auch nicht aus einer reichen deutschen Adelsfamilie stammt. Ella Rosen lauscht ein Gespräch von Stine und Britta deswegen und verlangt von ihr, dass sie Gut Sommarholm sofort verlässt und keinen Kontakt mehr zu Conrad und Benny mehr hat. Nach einigen Verwirrungen geht Ulrika zusammen mit Philip zurück nach Argentinien, nachdem er das Geld von seiner Mutter bekommen hat. Britta kehrt nach Sommarholm zurück, nachdem Conrad ihr seine Liebe gestanden hat.

## Hintergrund
Wolken über Sommarholm wurde vom 3. Juli bis zum 2. August 2006 an Schauplätzen in Stockholm und Umgebung gedreht. Produziert wurde der Film von der Bavaria Fiction GmbH.

## Rezeption

### Einschaltquote
Die Erstausstrahlung am 26. November 2006 im ZDF wurde von 7,51 Millionen Zuschauern gesehen, was einem Marktanteil von 20,3 % entspricht.

### Kritiken
Die Kritiker der Fernsehzeitschrift TV Spielfilm zeigten mit dem Daumen nach unten und fassten den Film mit den Worten „Hier braut sich etwas zusammen…“ kurz zusammen.